# Homopolymère
Un homopolymère est un polymère issu d'une seule espèce (réelle, implicite ou hypothétique) de monomère.
Tous les motifs de répétition d'un homopolymère sont de même nature chimique (Les filaments d'actine, protéines servant entre autres aux mouvements des cellules, en est un exemple).
Ce terme s'oppose à copolymère qui est au contraire un polymère issu d'au moins deux monomères différents, appelés comonomères ; il contient au moins deux types de motifs de répétition.
Il existe différents types d'homopolymères : les homopolymères linéaires, branchés, étoilés, etc.